# Guarea costata
Guarea costata är en tvåhjärtbladig växtart som beskrevs av Adrien Henri Laurent de Jussieu. Guarea costata ingår i släktet Guarea och familjen Meliaceae. Inga underarter finns listade i Catalogue of Life.